# غليدر فاور

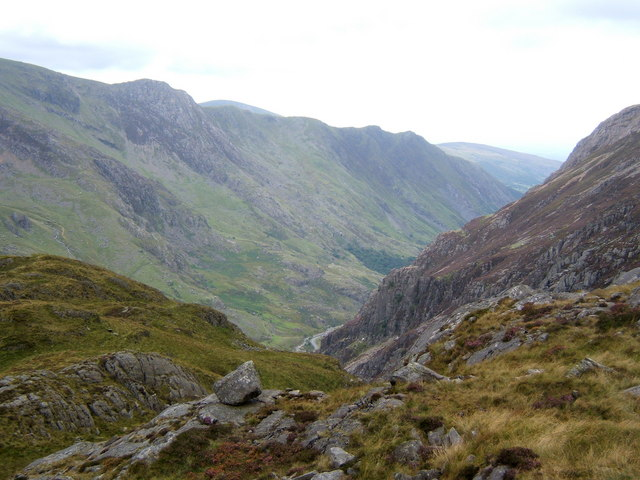
غليدر فاور ينظر إليها من الجنوب الغربي ، مع وادي نانت بيريس

غليدر فاور هو جبل في سنودونيا، ويلز، أعلى قمة في Glyderau حيث يزيد ارتفاعها عن 1000 متر، وقد أعيد حساب ارتفاعها في عام 2010 باستخدام نظام تحديد الموقع GPS . إنه خامس أعلى جبل في ويلز ولديه العديد من طرق المشي والجري المؤدية إلى قمته. وفقًا للسيد إيفور ويليامز، فإن كلمة «غليدر» مشتقة من الكلمة الويلزية " Gludair "، والتي تعني كومة من الحجارة.

## الجغرافيا
يعد «غليدر فاور» جزءً من سلسلة جبال Glyderau التي تقع إلى الشمال الشرقي من كتلة Snowdon ، ويفصلها عن ذلك الجبل ممر Llanberis ووادي Nant Peris. تتجه مجموعة Glyderau من الغرب إلى الشرق، وتتألف من Elidir Fawr (924 م (3,031 قدم))، و Y Garn (947 م (3,107 قدم))، و Glyder Fawr (1,001 م (3,284 قدم))، و Glyder Fach (994 م) (3,261 قدمًا) وتريفان (918 مترًا (3,012 قدمًا)). إلى الشمال من حدود تكمن Carneddau ، وفصلها عن Glyderau من وادي Ogwenو ادي Ffrancon نانت. يتم فصل Glyderau عن سلاسل الجبال المحيطة مما يجعلها تبرز بوضوح من بعيد وتمنحها إطلالات رائعة على القمم والوديان المحيطة. حتى أواخر عام 2010، أظهرت معظم الخرائط ارتفاع Glyder Fawr إلى 999 متر (3,278 قدم)؛ ومع ذلك، تمت إعادة إمداد الجبل بمعدات GPS دقيقة ووُجد أن ارتفاعه هو 1000.8 متر (3,283.5 قدمًا). أعرب متحدث باسم هيئة حديقة سنودونيا الوطنية عن ارتياحه للارتفاع الجديد، واقترح أن الجبل الآن يتجاوز 1000 متر، ومن المؤكد أنه سيجذب المزيد من المشاة إلى المنطقة.
تم تشكيل سلسلة Glyderau منذ حوالي خمسمائة مليون عام، عندما اصطدمت كتلتان بريتان، مما تسبب في ارتفاع كتلة سنودونيا. منذ ذلك الحين، بدأت الرياح والمياه والصقيع، وتراجع الأنهار الجليدية خلال العصور الجليدية في تهالك الجبال تدريجياً إلى أبعادها الحالية. الصخرة الكامنة هي مزيج من المواد البركانية والرسوبية. تراجعت الطبقة الجليدية في العصر الجليدي الأحدث منذ حوالي عشرة آلاف عام تاركة Cwm Idwal كمثال على cirque. جرف الجليد المنحدرات المحيطة به، أجوف قاع Llyn Idwal والصخور الملقاة وغيرها من المواد التي شكلت الركام في قدمها. الصخور الضخمة والصخور المحطمة تحطمت من فوق لتشكيل حقول الصخور وبقع واضحة اليوم. 

## المسارات إلى القمة
يمكن الوصول إلى القمة من عدة اتجاهات؛ يبدأ مسار واحد في Ogwen Cottage على شواطئ Llyn Idwal ويقترب من الجبل من الشمال؛ يبدأ آخر في Pen-y-Pass ويقترب من الجنوب؛والاحتمال الآخر هو الاقتراب منه من الشرق على طول سلسلة التلال من Glyder Fach. على الرغم من وجود الكثير من الأحجار المحطمة بالقرب من قمة Glyder Fach ، إلا أن سلسلة التلال بين القمتين تتسم بمستوى من السهولة والسهولة. يشمل المسار الدائرى للقمم القمم الثلاث: Tryfan و Glyder Fach و Glyder Fawr ويستغرق ست أو سبع ساعات. تتبع إحدى الطرق الأكثر شعبية من Ogwen Cottage شاطئ Llyn Idwal إلى قاعدة صخرة Rhiwiau Caws (Idwal Slabs) الشهيرة لتسلق الصخور، ثم تشق طريقها خارج cwm عبر مسار Twll Du الحاد، حيث تصل إلى بحيرة صغيرة تسمى Llyn Y Cŵn. من هنا يصعد مسار حاد شديد الانحدار الغربي إلى قمة Glyder Fawr.

## الإدارة
تولى الصندوق الوطني إدارة Glyderau و Carneddau في عام 1951 بدلاً من واجبات الإعدام في مبنى Penrhyn. وتبلغ المساحة الإجمالية حوالي 7000 هكتار، نصفها من الأراضي المشتركة مع حقوق الرعي المسجلة ل 45000 الأغنام و 741 المهور. توجد في المزرعة ثماني مزارع مستأجرة، والصندوق الوطني مسؤول عن صيانة ممرات المشاة والجدران الكريستالية، ويعود تاريخ بعضها إلى مئات السنين. تشكل السلاسل الجبلية اثنين جزءًا من حديقة سنودونيا الوطنية.

## روابط خارجية
- Computer generated summit panoramas North نسخة محفوظة 12 مارس 2007 على موقع واي باك مشين. South نسخة محفوظة 12 مارس 2007 على موقع واي باك مشين. Index
- Walking Route up Glyder Fawr via Tryfan Walk Eryri
- www.geograph.co.uk : photos of Glyder Fawr